# 1849 en musique
| \| • Retour à la chronologie générale de la musique populaire • \| |
| XXIe siècle • XXe siècle • XIXe siècle • XVIIIe siècle XVIIe siècle • XVIe siècle • XVe siècle • XIVe siècle XIIIe siècle • XIIe siècle • XIe siècle • Xe siècle IXe siècle • VIIIe siècle • Haut Moyen Âge • Rome • Grèce |
| • Retour à la chronologie générale de la musique populaire • |

| • Retour à la chronologie générale de la musique populaire • |

| Années de la musique populaire : 1846 - 1847 - 1848 - 1849 - 1850 - 1851 - 1852    |
| Décennies de la musique populaire : 1810 - 1820 - 1830 - 1840 - 1850 - 1860 - 1870 |

## Événements
- Santa Lucia, chanson napolitaine écrite par le compositeur et poète Teodoro Cottrau.
- L'organiste anglais Henry John Gauntlett met en musique Once in Royal David's City, chant de Noël écrit par Cecil Frances Alexander, publié l'année précédente dans le recueil d'hymnes Hymns for little Children.
- Fondation du village de Fiddletown aux États-Unis, en Californie ; une explication plus ou moins légendaire de son nom serait l'installation d'un groupe de violoneux (fiddler, de Fiddle) ; la localité accueille chaque année l'un des rassemblements de violoneux les plus importants de Californie (60e édition en 2011)[1],[2].

## Naissances
- 18 juillet : Anna Judic, chanteuse de café-concert et d'opérette, comédienne française, morte en 1911.

## Décès
- 13 avril : Théophile Marion Dumersan, écrivain, vaudevilliste, poète, chansonnier et librettiste français, né en 1780 ; il recueille et publie les Chansons nationales et populaires de France.
- 17 octobre : Frédéric Chopin, célèbre compositeur.